# Tee (Unix)

El uso de tee: La salida de ls -l es redireccionada a tee, quien a su vez la copia al archivo file.txt y al visualizador less. El nombre tee proviene de este esquema, donde se aprecia una letra T

tee  es un comando de la familia de los Sistemas Operativos Unix. Este copia los datos que recibe de la entrada estándar a cero o más archivos indicados por el usuario, como a su vez a la salida estándar.
La utilización del comando está reservada solamente en el uso de las tuberías. Y le permite al usuario volcar la información generada, por alguno de los distintos comandos que conforman la tubería, a uno o más archivos. Esto evita a no tener que recurrir a otra ejecución adicional para obtener dicha información.

## Modo de uso
La invocación del comando tee tiene el siguiente formato:
- tee [PARÁMETROS] [ARCHIVO,...]

Los parámetros posibles son:
-aInserta los datos al final de los archivos.
-iSe establece que se ignora la señal de interrupción SIGINT. Dicha interrupción suele ser lanzada por el usuario para cancelar la operación en curso, usando la combinación de teclas ctrl+c.
Adicionalmente para los sistemas operativos GNU/Linux se dispone de dos nombres alternativos a los parámetros mencionados: --append e --ignore-interrupts.

## Ejemplos
Almacenar de determinado archivo de texto, su versión filtrada por algún criterio en dos archivos: uno ordenado y otro desordenado
```
grep
 
"patrón_de_filtrado"
 
archivoDeTexto
 
|
 
tee
 
archivoDesordenado
 
|
 
sort
 
>
 
archivoOrdenado

```

Almacenar la descarga de una imagen ISO de un DVD y a su vez calcular su suma SHA1, para comprobar su integridad:
```
wget
 
-O-
 
http://www.pagina.com/dvd.iso
 
|
 
tee
 
dvd.iso
 
|
 
sha1sum
 
>
 
dvd.sha1

```